# Eutropha crocea
Eutropha crocea är en tvåvingeart som beskrevs av Nartshuk 1973. Eutropha crocea ingår i släktet Eutropha och familjen fritflugor. Inga underarter finns listade i Catalogue of Life.